# Silvio és a többiek
A Silvio és a többiek (eredeti cím: Loro) 2018-ban bemutatott francia–olasz életrajzi film, amelyet Paolo Sorrentino rendezett.
A forgatókönyvet Paolo Sorrentino és Umberto Contarello írta. A producerei Francesca Cima és Nicola Giuliano. A főszerepekben Toni Servillo, Elena Sofia Ricci, Riccardo Scamarcio, Kasia Smutniak és Euridice Axen láthatók. A film zeneszerzője Lele Marchitelli. A film gyártója az Indigo Film és a Pathé, forgalmazója a Universal Pictures International Italy.
Olaszországban az első részét 2018. április 24-én, míg a második részét 2018. május 10-én mutatták be a mozikban. Magyarországon a két részből összevágott alkotást mutatták be 2018. december 20-án a mozikban.

## Szereplők
| Szereplő          | Színész                  | Magyar hang     |
| ----------------- | ------------------------ | --------------- |
| Silvio Berlusconi | Toni Servillo            | Ujréti László   |
| Veronica          | Elena Sofia Ricci        | Kovács Nóra     |
| Sergio            | Riccardo Scamarcio       | Varga Gábor     |
| Kira              | Kasia Smutniak           | Pikali Gerda    |
| Tamara            | Euridice Axen            | Solecki Janka   |
| Santino           | Fabrizio Bentivoglio     | Szersén Gyula   |
| Fabrizio          | Roberto De Francesco     | Forgács Gábor   |
| Paolo             | Dario Cantarelli         | Galkó Balázs    |
| Cupa              | Anna Bonaiuto            | Kocsis Mariann  |
| Crepuscolo        | Roberto Herlitzka        | Kajtár Róbert   |
| Ricardo           | Ricky Memphis            | Kisfalusi Lehel |
| Michel            | Yann Gael                | Czető Ádám      |
| Stella            | Alice Pagani             | Pekár Adrienn   |
| Apicella          | Giovanni Esposito        | Kálid Artúr     |
| Mike              | Ugo Pagliai              | Gardi Tamás     |
| Martino           | Max Tortora              | Varga Rókus     |
| Rocco             | Duccio Camerini          | Bácskai János   |
| Antonellina       | Jessica Piccolo Valerani | Gulás Fanni     |
| Palmira           | Antigone Kouloukakos     | Czető Zsanett   |